# Nagła utrata widzenia
Nagła utrata widzenia – okulistyczny objaw chorobowy spotykany w różnych schorzeniach.
W diagnostyce różnicowej nagłej utraty widzenia uwzględnia się:
- neuropatię nerwu wzrokowego
- ostre zapalenie plamki żółtej
- zator tętnicy środkowej siatkówki
- uraz gałki ocznej lub ośrodkowego układu nerwowego
- ostry atak jaskry
- przyczyny psychiatryczne (histeria, ślepota korowa)
- zatrucie (np. alkoholem metylowym, chloramfenikolem, chininą, metalami ciężkimi)
- wylew krwi do ciała szklistego